# Centre d’éducation physique et des sports de l’Université de Montréal
Le Centre d’éducation physique et des sports de l’Université de Montréal (CEPSUM), appelé jusqu'en 1976 Stade d'hiver de l'Université de Montréal, est un complexe sportif, construit en 1965 et agrandi en 1976 en vue des Jeux olympiques de Montréal. Il figure parmi les plus importants complexes sportifs de Montréal.
Le centre est principalement utilisé par la communauté universitaire de l’Université de Montréal et de ses écoles associées, HEC Montréal et Polytechnique Montréal, mais offre aussi des activités physiques et sportives à la population montréalaise.
Le CEPSUM est situé sur le campus de l’Université de Montréal et est facilement accessible par autobus (lignes 51, 119 et 129) ou par métro (station Édouard-Montpetit).

## Historique
En 1963-1964, l’Université de Montréal fait l’acquisition du centre sportif Young Men and Young Women Hebrew Association situé à l’angle des avenues du Parc et Mont-Royal Ouest. On y trouve alors une piscine, un gymnase, une palestre, un auditorium, trois salles de cours, une bibliothèque et un centre de documentation. Les équipes sportives étudiantes de l’époque peuvent aussi utiliser les installations du parc Jeanne-Mance, de celui du mont Royal et de la salle des Grenadiers pour s’entraîner. Le Département d’éducation physique et de récréation occupera ces lieux jusqu’en 1976.[réf. souhaitée]
En 1965, l'université construit le premier élément de ce qui deviendra le CEPSUM, soit le Stade d'hiver de l'Université de Montréal. Ce stade intérieur comprend une patinoire pouvant accueillir 2 461 spectateurs, des allées de curling, des vestiaires et des bureaux. Un stade extérieur pour le football, avec une estrade de 2 000 sièges, est adossé à l'édifice. Le stade est situé sur le flanc du mont Royal et fait face à une piste de saut à ski, maintenant abandonnée. Le premier match de hockey sur glace est disputé le 15 janvier 1966. La patinoire peut également être recouverte pour accueillir du tennis ou du basket-ball. Dès le début, le stade intérieur est également utilisé pour des événements culturels, tels l'opéra ou des concerts.
En 1974, un vélodrome temporaire est construit sur le stade de football en vue d'accueillir les Championnats du monde de cyclisme sur piste 1974. Cette construction, effectuée en six semaines à peine, a été rendue nécessaire par le retard pris dans la construction du Vélodrome de Montréal.
Pour les Jeux olympiques, la patinoire et les allées de curling sont temporairement transformées en pistes d'escrime, et des aménagements pour les athlètes, les officiels, les dignitaires et la presse sont réalisés. On profite également de l'occasion pour bâtir un nouveau pavillon juste à l'ouest du Stade d'hiver, d'une part pour les espaces d'entraînement des escrimeurs, mais également pour abriter une piscine olympique, des tremplins et plateformes de plongeon, une piste d'athlétisme intérieure et un gymnase triple. Ce pavillon est appelé Pavillon d'éducation physique et des sports. La pelouse du stade de football est également remplacée par une surface synthétique pour aménager un espace d'entraînement pour le hockey sur gazon.
En 1999, le CEPSUM devient un centre autonome de gestion, ce qui lui permet d’améliorer rapidement ses installations et ses services. De plus, le Club des Gouverneurs du Programme d’excellence réussit à amasser des sommes importantes qui sont aussitôt mises au profit des différentes équipes inter-universitaires. En 2001-2002, les Carabins voient ainsi leurs effectifs augmenter avec l’ajout de deux équipes de soccer et d’une équipe de football. En 2002, après plus de 35 d’utilisation du Stade d'hiver et 26 ans après la construction du PEPS, la direction investit 12 millions de dollars pour des travaux de rénovation et de mise aux normes des différents plateaux sportifs. 

## Équipes Carabins
Le CEPSUM héberge aussi les équipes  Carabins de l’Université de Montréal. Chaque année, plus de 300 étudiants-athlètes s’y entraînent et y livrent des compétitions du Réseau du sport étudiant du Québec (RSEQ), du sport interuniversitaire canadien (SIC) auxquelles le public peut assister.

## Cliniques spécialisées
On retrouve enfin au CEPSUM la clinique de médecine du sport du CHUM et de l'Université de Montréal où l’on peut consulter des spécialistes et avoir accès à des services en physiatrie, orthopédie, ostéopathie, physiothérapie, pédiatrie, massothérapie, et nutrition ainsi qu’une clinique de kinésiologie de l'Université de Montréal, qui offre des évaluations de la condition physique, des prescriptions de programmes d’entraînement spécifiques et des suivis personnalisés.
La clinique dispose aussi des ressources d’investigation du CHUM et assure un suivi auprès d’étudiants-athlètes des Carabins et d’athlètes identifiés par le Centre national multisport - Montréal (CNMM).

## Installations
- Une piscine olympique et un bassin de plongeon avec tremplins et tours
- Un stade de 5 400 places et un terrain de football ou soccer
- Un aréna de hockey sur glace se transformant en amphithéâtre pouvant accueillir 5 000 personnes dont 2 500 places assises
- Un gymnase triple et des gymnases simples
- Une vaste salle d’entraînement
- Une salle d’entraînement pour l'entraînement spécifique des étudiants-athlètes : les Carabins
- Une salle omnisports comportant une paroi d’escalade, une piste de course, une aire de pratique pour le golf et plusieurs terrains de tennis
- Plusieurs terrains de squash, de racquetball et de « wallyball »
- Des salles multifonctions
- Une palestre

## Principaux événements tenus au CEPSUM depuis 2001
- Février 1967 : Championnats d'Amérique du Nord de patinage artistique 1967
- Octobre 2002 : Célébration des 50 ans de Radio-Canada
- Avril 2005 : Match de Hockey-bénéfice des légendes du Hockey
- Octobre 2005 : Conseil de la souveraineté
- Novembre 2005 : Festival de jeux vidéo Arcadia
- Janvier 2005 à 2008 : présentation du match du Super Bowl sur écrans géants à l’amphithéâtre
- Spectacles récents : Pixies, Primus, Audioslave, Franz Ferdinand, The Strokes, Wyclef Jean et K'Naan, Justice , etc.

## Activités
- Natation, aquaforme, activités subaquatiques, apnée sportive, formation en sauvetage, hockey sous-marin, kayak, monopalme, plongée sous-marine, plongeon, waterpolo, etc.
- Entraînement cardiovasculaire et musculaire
- Cours de conditionnement physique et d’aérobies ex. : cardiovélo, Pilates, yoga, etc.
- Hockey, patinage, patinage artistique
- Arts martiaux et sports d’opposition ex. : capoeira, escrime, judo, karaté, kendo, « kickboxing », savate forme, taekwondo, tai-chi, etc.
- Sports collectifs ex. : basketball, hockey cosom, soccer, volleyball, etc.
- Sports de raquette : badminton, squash, tennis, etc.
- Activités diverses ex. : escalade, gymnastique, trampoline, acrobaties, danse, massages, golf, tir à l’arc, etc.
- Formation en soins d’urgence
- Camps de jour sportif (relâche scolaire et saison estivale)
- École Carabins : camps de jours spécialisés en football, soccer et volleyball
- Location de plateaux pour activités spéciales ex. : compétitions sportives, spectacles, colloques, tournage, etc.